# Virgin Steele
Virgin Steele ist eine 1981 gegründete Heavy-Metal-Band aus New York. Sie sind einer der bekanntesten Vertreter des US-Metals der 1980er Jahre. Nach moderner Lesart werden sie ab den 1990er Jahren dem Power Metal zugeordnet. Sie selbst bezeichnen ihren Stil als barbarisch-romantischen Metal („barbaric romanticism“).
Die Musik von Virgin Steele ist gekennzeichnet durch ihre episch-sinfonischen Elemente sowie Anleihen aus der Klassik. Manche Veröffentlichungen der Band sind Konzeptalben und behandeln in erster Linie Themen der Mythologie im Allgemeinen sowie später auch der antiken griechischen und vorderasiatischen Mythologie im Speziellen.

## Bandgeschichte

### Die frühen Jahre
Die Band wurde Anfang der 1980er Jahre von Jack Starr, einem Gitarristen französischer Herkunft, und Joey Ayvazian (Schlagzeug) gegründet. Zusammen suchten sie einen Sänger, bis sie über eine Zeitungsanzeige auf David DeFeis stießen, welcher auch Bassist Joe O’Reilly mit in die Band brachte.
Ihr Debüt gaben Virgin Steele 1982 mit dem Song Children of the Storm auf der Compilation U.S. Metal Vol. II. Kurze Zeit später erschien ihr nach ihnen selbst benanntes erstes eigenes Album mit dem Titeltrack Children of the Storm. DeFeis brachte dabei seine Vorliebe für melodische und pompöse Arrangements ein, während Starr die härtere und direktere Art bevorzugte. 1983 folgte das Album Guardians of the Flame. Nach der Mini-LP Wait for the Night verließ Jack Starr die Band wegen Meinungsverschiedenheiten mit DeFeis über die Ausrichtung der Band. Starr engagierte darauf unter anderem den früheren Riot-Sänger Rhett Forrester und veröffentlichte das Album Out of Darkness. Er versuchte, die Rechte am Bandnamen Virgin Steele zu behalten, verlor sie aber in einem Prozess gegen den Rest der Band um David DeFeis, worauf dieser seinen ehemaligen Schulfreund, den Gitarristen Edward Pursino engagierte, um die Band fortzuführen.
1985 erschien bei Cobra Records, der damaligen Plattenfirma von Virgin Steele, das Thrash-Metal-Album Nightmare Theatre einer unbekannten Band namens Exorcist. Weder Platte noch Band fanden größere Aufmerksamkeit, bis zwei Jahre später Gerüchte über die Gemeinsamkeiten zu Virgin Steele aufkamen: Neben dem Plattenlabel waren auch noch Studio (Sonic Sound Studio) und Produzent (DeFeis) identisch. Darüber hinaus klang der Gesang beider Bands auffallend ähnlich. DeFeis gab nach anfänglichem Abstreiten zu, dass er bzw. Virgin Steele hinter Exorcist steckten. Im Jahr 2000 wird die Sache dann endgültig klar: Der Song Fire of Ecstasy aus dem Album The House of Atreus Act II ist ein Remake (mit anderem Text) des Exorcist-Titels Call for the Exorcist.

### Schwierige Zeiten
1986 veröffentlichte die Band Noble Savage, doch das Album blieb hinter den erwarteten Verkaufszahlen zurück. Es folgte eine Europa-Tour als Vorgruppe von Manowar. Das nächste Album Age of Consent aus dem Jahr 1987 erreichte, obwohl es gute Kritiken der Fachpresse erntete, wieder keine größere Verbreitung und wurde nicht zuletzt deshalb ein kommerzieller Misserfolg, weil die Auflage aufgrund rechtlicher Probleme viel zu gering war.
Nachdem die Plattenfirma der Band ihre Geschäfte einstellte und Bassist Joe O’Reilly sich entschied, die Band zu verlassen, konnte man vorerst keine weiteren Studioalben einspielen und auf Tournee gehen.

### Erfolgreicher Neubeginn
Erst 1993, nach langwierigen Rechtsstreitigkeiten mit dem ehemaligen Management und nachdem in Rob De Martino ein neuer Bassist gefunden worden war, konnte die Band wiederbelebt werden.
Virgin Steele erhielten einen Vertrag bei der Plattenfirma Shark und veröffentlichten noch im selben Jahr das Album Life Among the Ruins (Leben inmitten von Ruinen), auf dem – für die Band durchaus ungewöhnlich – von Whitesnake beeinflusster Hard Rock mit Blues-Anleihen zu hören war.
Ein Jahr später erschien mit The Marriage of Heaven and Hell, Part 1, ein sehr progressiv orientiertes, melodisches Album mit „Epic Metal“ und den für Virgin Steele typischen starken sinfonischen Einflüssen. Dieses Album wurde in der Metal-Szene sehr positiv aufgenommen.
Virgin Steele kamen erneut nach Europa, als Vorgruppe von Manowar und Uriah Heep.
Im Jahre 1995 wurde das Album The Marriage of Heaven and Hell, Part 2 veröffentlicht. Nach einer weiteren Europa-Tour erschien 1998 mit dem – musikalisch deutlich härteren – Album Invictus der dritte und letzte Teil der „Marriage“-Saga. Die Platte verkaufte sich sehr gut und wird von vielen Fans als eines der stärksten und ausgereiftesten VS-Alben angesehen. Spätestens jetzt war die Band im Metal-Genre weltweit eine feste Größe, wenngleich ihre Berühmtheit (und ihr kommerzieller Erfolg) sich nicht mit der ihres ewigen Rivalen Manowar messen konnte (woran sich bis heute nichts geändert hat).
Bereits 1999 erschien das nächste Studioalbum The House of Atreus Act I, ein stimmungsvolles, vielschichtiges Konzept-Album, das sich mit der griechischen Mythologie befasst.
Kurz darauf, im Jahr 2000, folgte mit The House of Atreus Act II die Fortsetzung (die außerplanmäßig sogar ein Doppelalbum wurde).

### Nach 2000
Im Jahr 2002 erschienen gleich zwei weitere Alben zur selben Zeit, allerdings ohne komplett neues Material.
Zum einen The Book of Burning, welches eine Reihe unveröffentlichter sowie neu aufgenommener älterer Werke aus der früheren Schaffensphase der Band enthält.
Daneben eine Best-of-Compilation namens Hymns to Victory mit den Höhepunkten aus der Karriere der Band.
Die für diese Zusammenstellung ausgewählten Stücke wurden neu abgemischt und teilweise mit neuen Elementen (z. B. Intros) ergänzt. Teilweise wurden bekannte Songs auch mit einer ganz anderen Interpretation und Instrumentierung neu aufgenommen (wie z. B. Gate of Kings).
Im Jahr 2003 wurden die ersten beiden VS-Alben (die seit Jahren nicht mehr erhältlich waren) durch DeFeis komplett remastert und neu veröffentlicht.
Aufgrund der eigenen Projekte von DeFeis erschien Visions of Eden, der Nachfolger von The House of Atreus Act II erst am 8. September 2006. Das Album befasst sich thematisch mit dem antiken vorderasiatischen Lilith-Mythos.
Da ihr derzeitiges Label in Insolvenz ging unterzeichneten sie 2008 mit dem deutschen Label Dockyard 2. Im Februar und November 2008 wurden unter ihrem neuen Label die Alben Noble Savage, Age of Consent, The Marriage of Heaven and Hell Part One und The Marriage of Heaven and Hell Part Two wiederveröffentlicht. Sie wurden dazu komplett remastered und mit ein paar Bonus-Tracks und einem umfangreichen Booklet versehen, teilweise Live-Aufnahmen, teilweise neue Studio-Songs.
Im Jahr 2010 ging auch Dockyard 2 in Insolvenz, sodass sie bei Steamhammer SPV unterzeichneten. Im selben Jahr erschien ein weiteres Studioalbum mit dem Titel The Black Light Bacchanalia. Ein inhaltlich weitestgehend eigenständiges Konzeptalbum, dass aber inhaltlich an Visions of Eden anknüpft. Von 2011 bis 2018 veröffentlichten sie erneut ihren gesamten Albenkatalog beginnend mit Noble Savage. Das Bonusmaterial ist nun wesentlich umfangreicher, sodass für jedes Album eine Bonus-CD angelegt wurde. Krönender Abschluss bildete das 5-CDs-umfassende Boxset Seven Devils Moonshine, welches neben remasterten Versionen von Hymns to Victory und The Book of Burning mit geringfügig veränderter Tracklist auch die drei neue Alben Ghost Harvest - Black Wine for Mourning, Ghost Harvest - Red Wine for Warning und Gothic Voodoo Anthems mit neuen Liedern, Coverversionen bekannter Künstler und neu arrangierten eigenen Liedern enthält. Am 30. Juni 2023 erscheint das neue eigenständige Studioalbum The Passion of Dionysus.

## Diskografie

### Studioalben
- 1982: Virgin Steele
- 1983: Guardians of the Flame
- 1985: Noble Savage
- 1988: Age of Consent
- 1993: Life Among the Ruins
- 1994: The Marriage of Heaven and Hell Part I
- 1995: The Marriage of Heaven and Hell Part II
- 1998: Invictus
- 1999: The House of Atreus Act I
- 2000: The House of Atreus Act II
- 2006: Visions of Eden
- 2010: The Black Light Bacchanalia
- 2015: Nocturnes of Hellfire & Damnation
- 2023: The Passion of Dionysus

### Kompilationen und Livealben
- 2002: The Book of Burning (Kompilation)
- 2002: Hymns to Victory (Best-of)
- 2018: Seven Devils Moonshine

### Singles und EPs
- 1983: Wait for the Night (EP)
- 1983: A Cry in the Night
- 1993: Snakeskin Voodoo Man
- 2000: Magick Fire Music (EP)

### Remastered und/oder wiederveröffentlicht
- 2003: Virgin Steele (1982)
- 2003: Guardians of the Flame (1983)
- 2008: Noble Savage (1985)
- 2008: Age of Consent (1988)
- 2008: Life Among the Ruins (1993)
- 2008: The Marriage of Heaven and Hell Part I (1994)
- 2008: The Marriage of Heaven and Hell Part II (1995)
- 2011: Noble Savage (2CD-Digipak) (1985)
- 2011: Age of Consent (2CD-Digipak) (1988)
- 2012: Life Among the Ruins (2CD-Digipak) (1993)
- 2014: The Marriage of Heaven and Hell Part One and Two (2CD-Digipak) (1994/1995)
- 2014: Invictus (2CD-Digipak) (1998)
- 2016: The House of Atreus Act I and II (3D-Digipak) (1999/2000)
- 2017: Visions of Eden (2CD-Digipak) (2006)

### Sonstige
- 1985: Nightmare Theatre (als Exorcist)